# World Wide Technology Soccer Park
Le World Wide Technology Soccer Park, auparavant connu sous le nom de Anheuser-Busch Center St. Louis Soccer Park, est un stade omnisports américain, principalement utilisé pour le soccer et le hockey sur gazon, situé à Fenton, banlieue sud-ouest de Saint-Louis au Missouri.
Le stade, doté de 5 500 places et inauguré en 1982, sert d'enceinte à domicile pour les équipes de soccer du St. Louis Scott Gallagher Soccer Club et des Gorloks de l'Université de Webster.

## Histoire
Le stade est situé dans un complexe sportif comprenant cinq terrains de jeu (trois en gazon artificiel et deux en gazon naturel).
Le St. Louis Soccer Park ouvre ses portes en 1982 grâce au financement d'Anheuser-Busch (qui rachète le stade en 1985 et le renomme en Anheuser-Busch Center). Pendant la propriété d'Anheuser-Busch, le stade accueille des compétitions de football internationales et de collèges.
August Busch IV, l'ancien PDG d'Anheuser-Busch, qui n'aimait pas aller au siège de l'Anheuser-Busch Center, fait rénover une partie des bureaux du stade et se fait faire un bureau personnel luxueux et isolé comprenant une salle de bains privée (à la place des bureaux des entraîneurs du club soccer) et une salle de conférence.
L'Athletica de Saint-Louis dispute ses matchs à domicile au stade lors de la saison 2009 et 2010. Durant l'été 2011, le stade accueille le club du St. Louis Scott Gallagher,.
Le stade accueille les matchs à domicile de l'équipe du Saint Louis Football Club entre 2015 et 2020 (année de la disparition du club).

## Événements

### Matchs internationaux de soccer
| Date              | Compétition                               | Équipe     | Résultat | Équipe            |
| ----------------- | ----------------------------------------- | ---------- | -------- | ----------------- |
| 30 mai 1987       | Tournoi pré-olympique de la CONCACAF 1988 | États-Unis | 3-0      | Canada            |
| 5 septembre 1987  | Tournoi pré-olympique de la CONCACAF 1988 | États-Unis | 4-1      | Trinité-et-Tobago |
| 13 août 1988      | Qualifs. coupe du monde 1990              | États-Unis | 5-1      | Jamaïque          |
| 30 avril 1989     | Qualifs. coupe du monde 1990              | États-Unis | 1-0      | Costa Rica        |
| 5 novembre 1989   | Qualifs. coupe du monde 1990              | États-Unis | 0-0      | Salvador          |
| 4 avril 1990      | Match amical                              | États-Unis | 4-0      | Islande           |
| 30 septembre 1990 | Match amical                              | États-Unis | 2-0      | MISL Select XI    |